# Caloptilia minimella
Caloptilia minimella là một loài bướm đêm thuộc họ Gracillariidae. Nó được tìm thấy ở Hoa Kỳ (Connecticut, Illinois và Maine).
Ấu trùng ăn Gymnanthes lucida. Chúng ăn lá nơi chúng làm tổ.